# گورگوماخی
گورگوماخی (به لاتین: Gurgumakhi) یک منطقهٔ مسکونی در روسیه است که در شهرستان لواشینسکی واقع شده‌است.